# Polemonium elegans
Polemonium elegans är en blågullsväxtart som beskrevs av Edward Lee Greene. Polemonium elegans ingår i släktet blågullssläktet, och familjen blågullsväxter. Inga underarter finns listade i Catalogue of Life.

## Bildgalleri

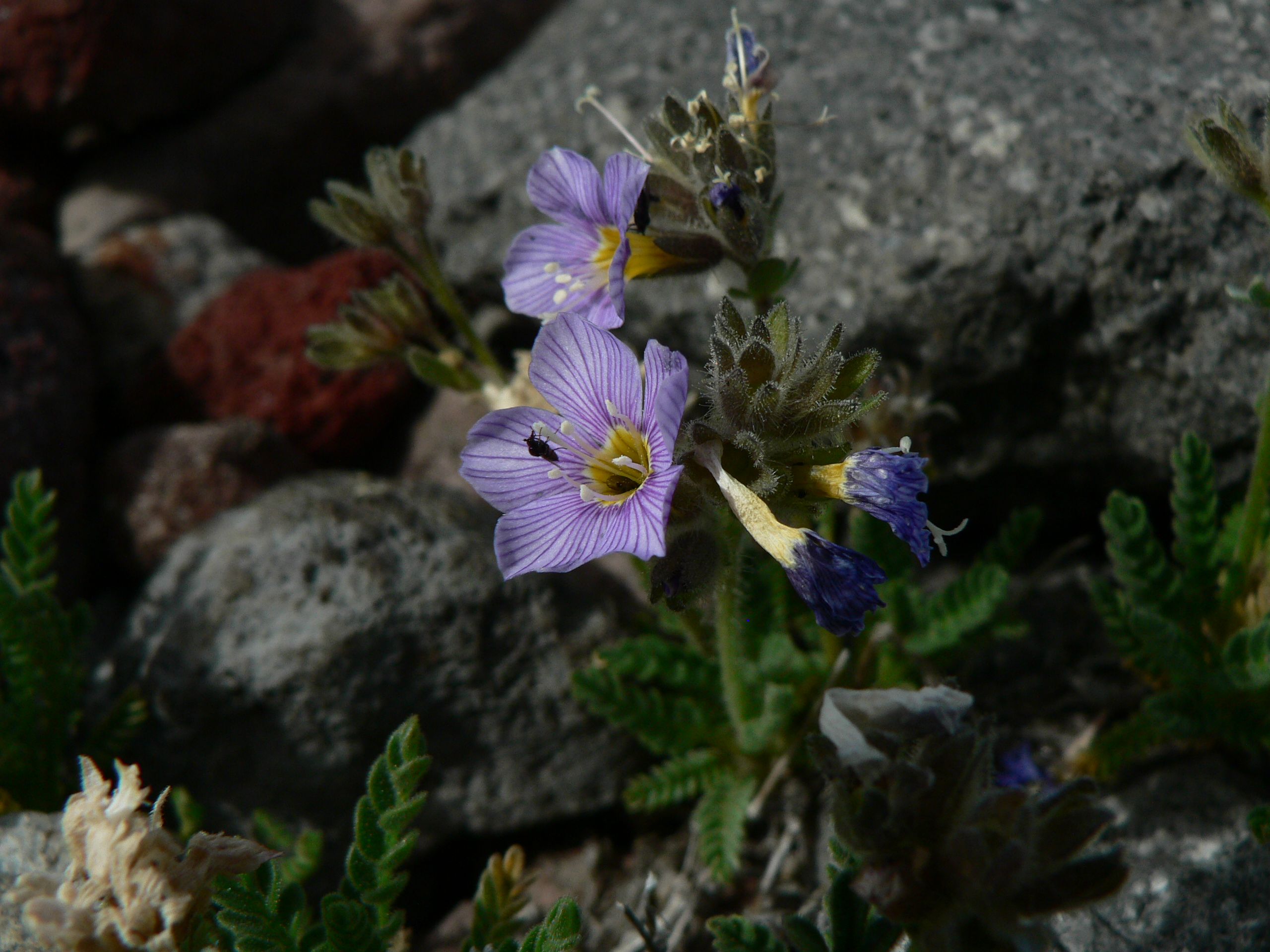
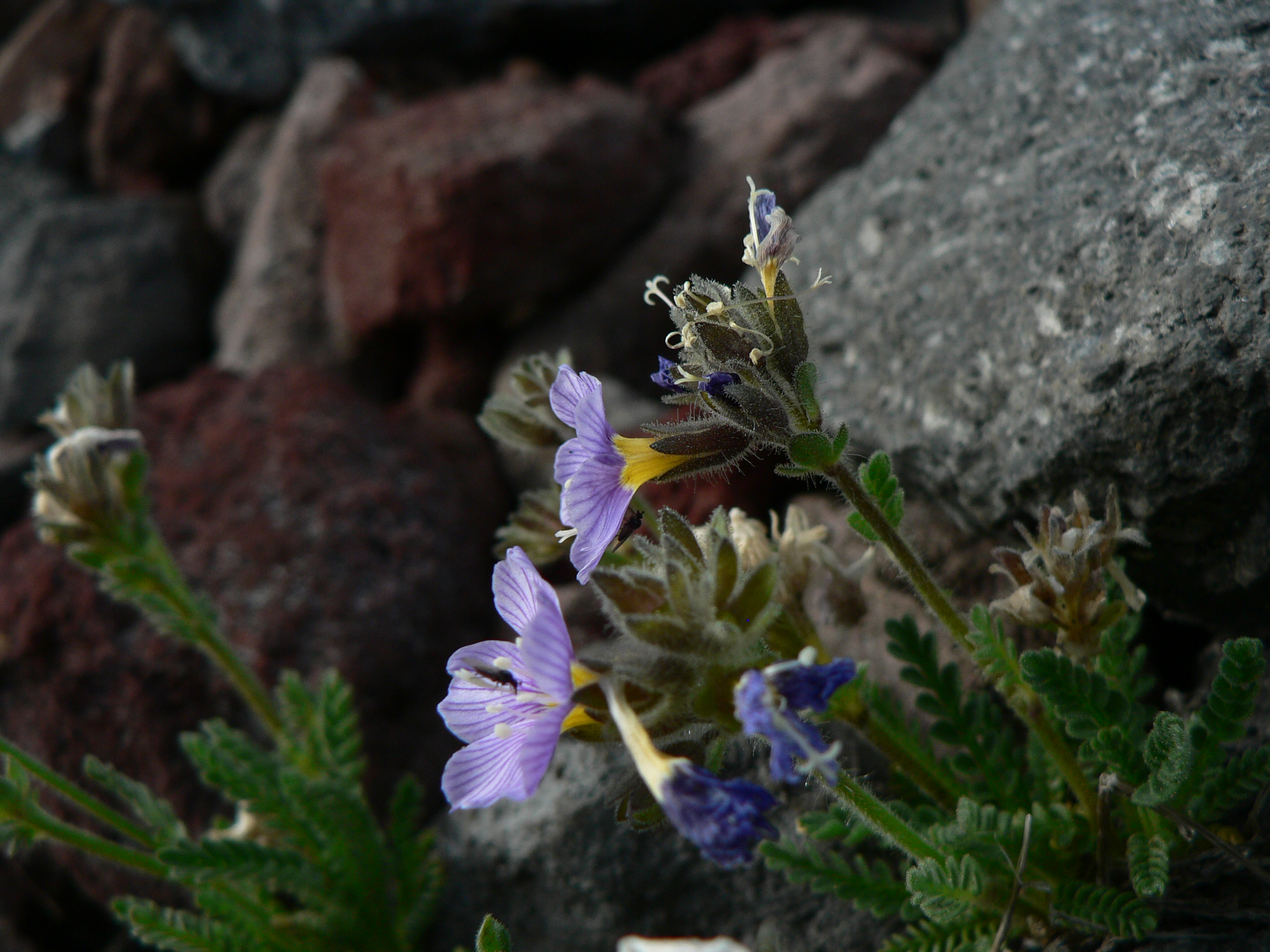
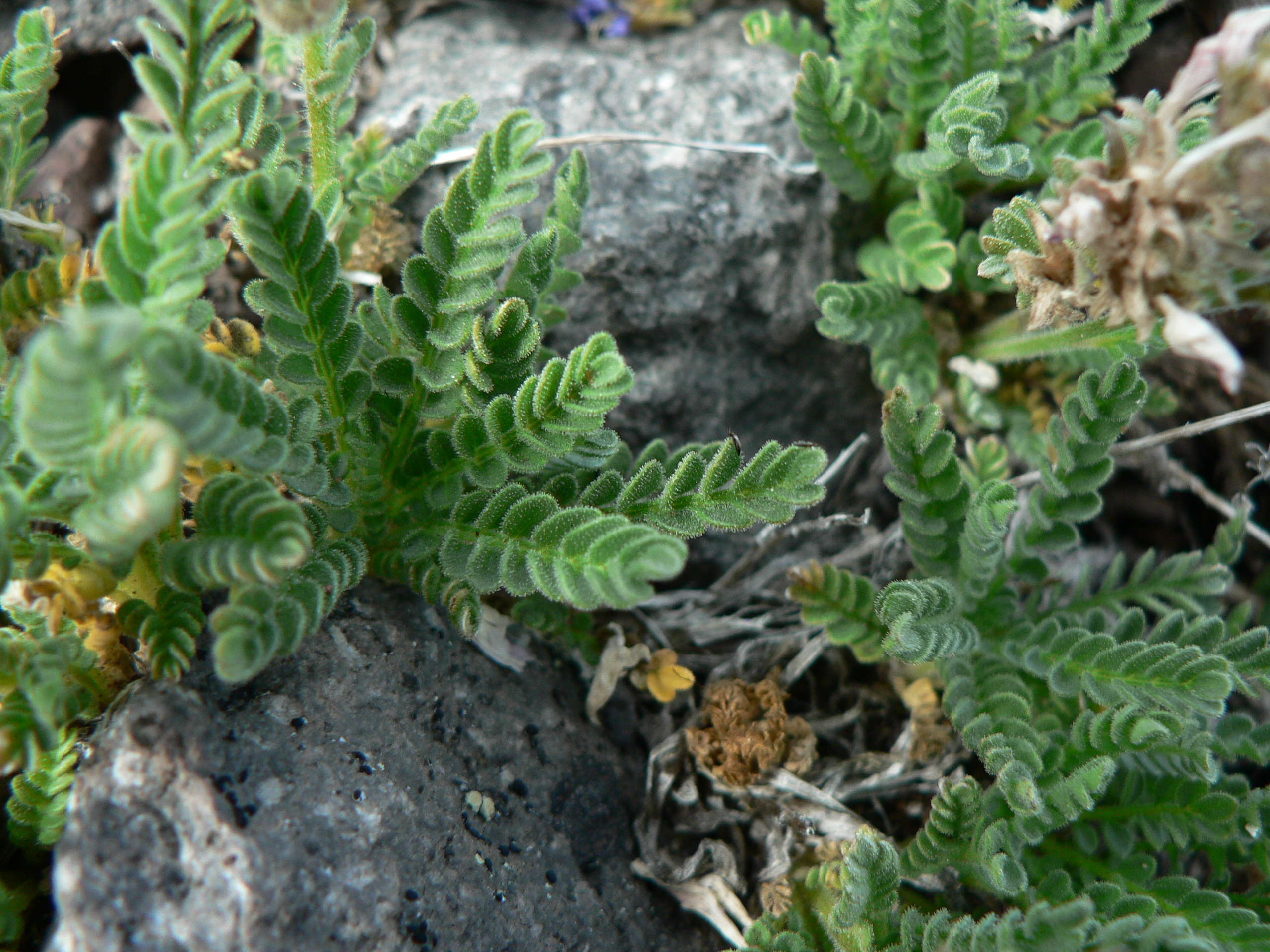
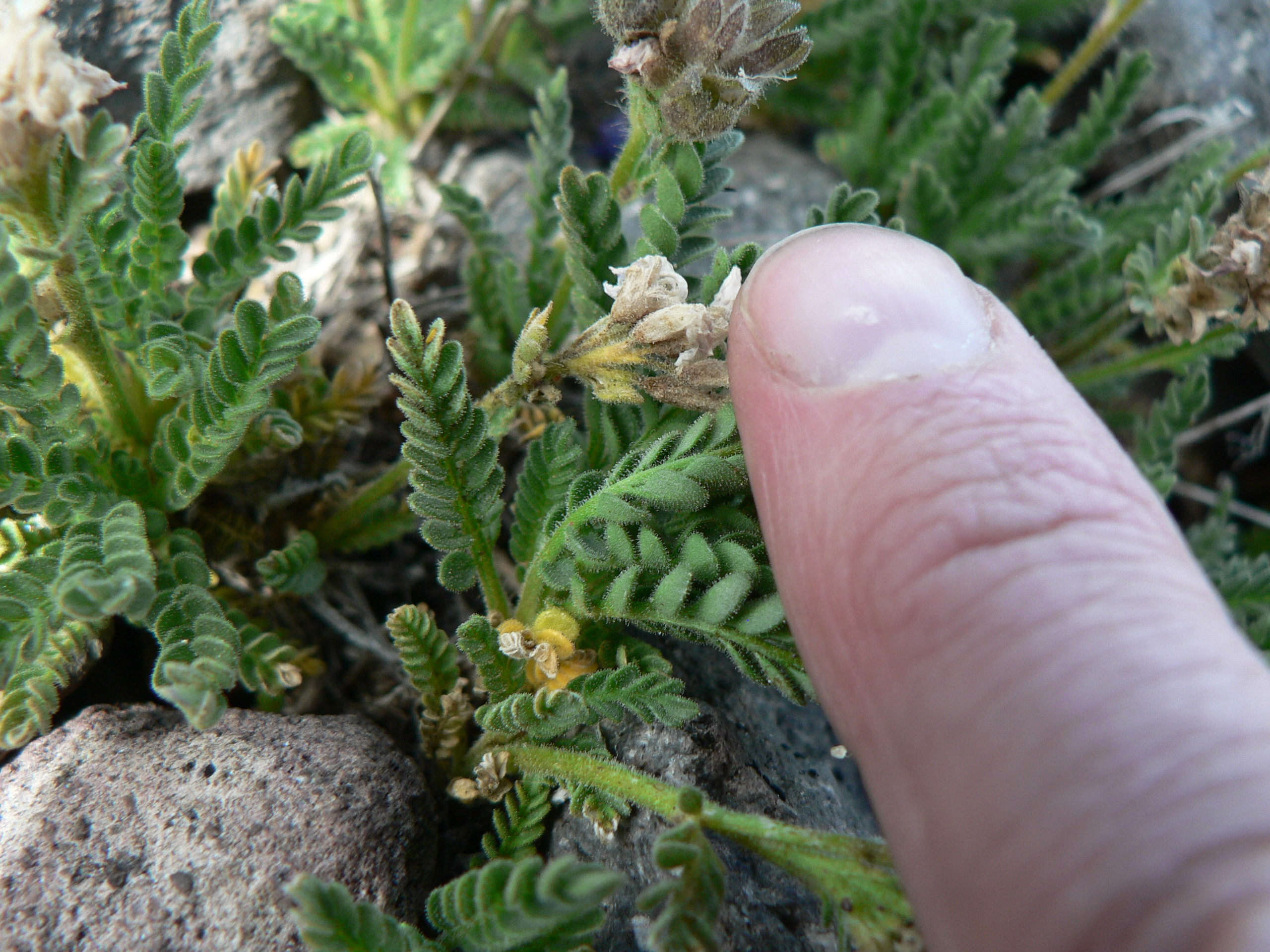
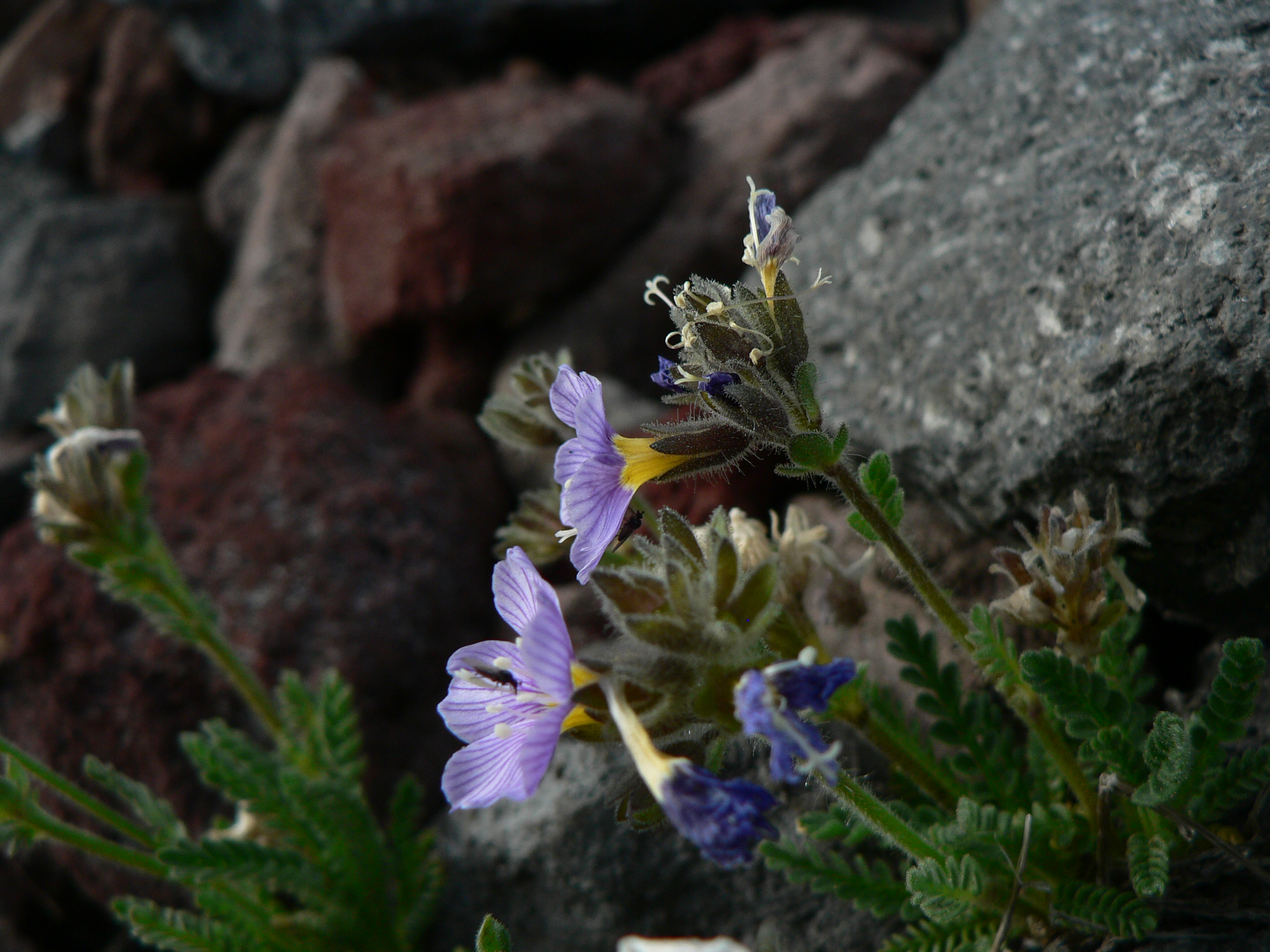
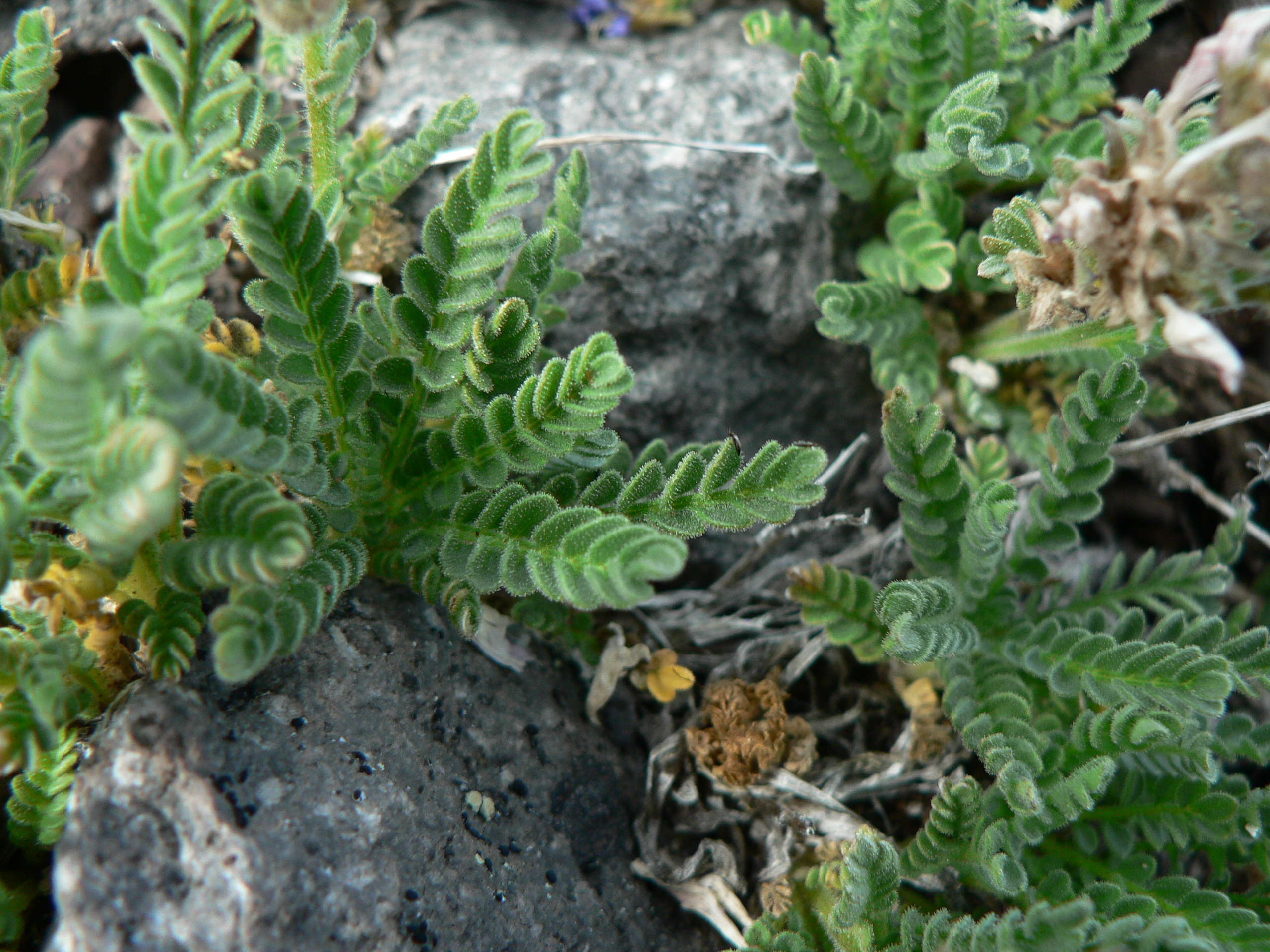